# Notommata saccigera
Notommata saccigera är en hjuldjursart som beskrevs av Ehrenberg 1830. Notommata saccigera ingår i släktet Notommata och familjen Notommatidae. Inga underarter finns listade i Catalogue of Life.